# Stora Risten

Stora Risten är en ö i norra Roslagen, Gräsö socken, Östhammars kommun, Uppsala län. Stora Risten har en yta på 1,83 kvadratkilometer. Sedan gammalt är ön via sin västspets förbunden med grannön Helsingen (Hälsingen) med en yta på 24 hektar, men öarna håller nu på att växa ihop. 2012 fanns sju fastboende på Stora Risten och en på Helsingen. Det finns omkring 15 fritidsfasthiger på ön och sommartid bor ibland upp till 100 personer på ön.
Det har funnits bofasta invånare på ön sedan medeltiden. Under 1800-talet bröts järnmalm på Stora Risten och i början av 1900-talet bodde omkring 100 personer på ön. Här fanns även en skola som även tog emot barn från kringliggande öar. Skolan lades ned 1967.
Ön kan endast nås via båt och är belägen söder om Gräsö och norr om Ormön och Sladdarön. På ön bedrivs det bland annat kommersiellt fiske.